# Musikarkeologi
Musikarkeologi är ett tvärvetenskapligt forskningsområde som på grundval av arkeologiska fynd försöker beskriva, förklara och rekonstruera musik och annat ickespråkligt ljudbruk under historisk och förhistorisk tid. Forskningen anknyter därigenom främst till arkeologi och musikvetenskap, främst musiketnologi. Denna typ av forskning har förekommit länge rörande antiken och andra högkulturer, men ett mer systematiskt studium inleddes först under 1970-talet och en internationell studiegrupp för ämnet organiserades 1983 inom International Council for Traditional Music, ett Unesco-organ. I Sverige är Cajsa S. Lund den främsta företrädaren för ämnet.